# Achau
Achau osztrák község Alsó-Ausztria Mödlingi járásában. 2022 januárjában 1517 lakosa volt. 

## Elhelyezkedése

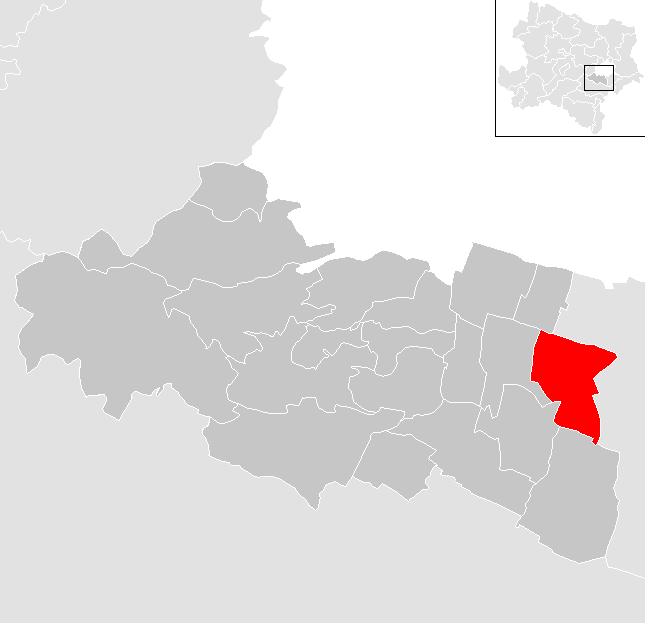
Achau a Mödlingi járásban

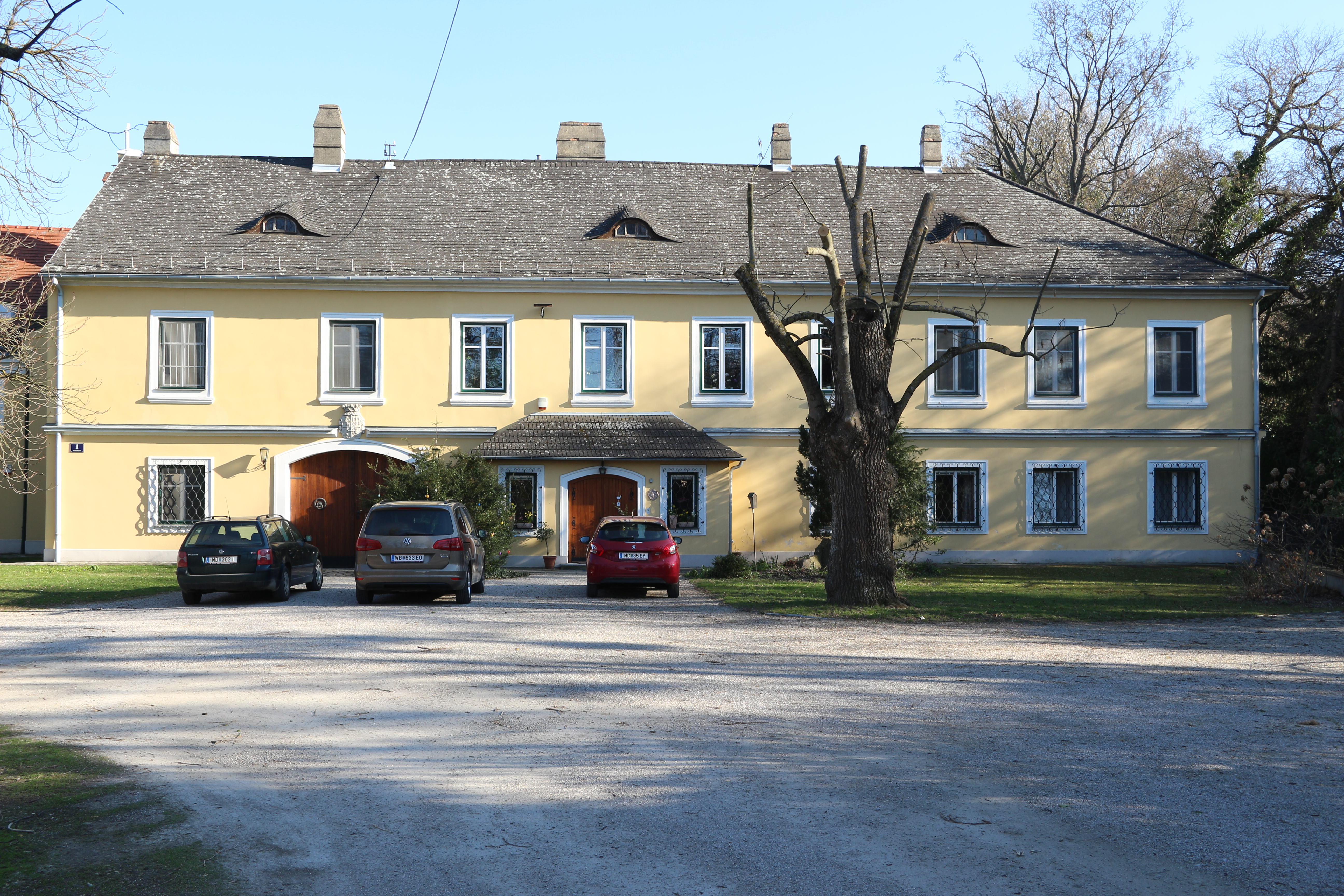
Az achaui kastély

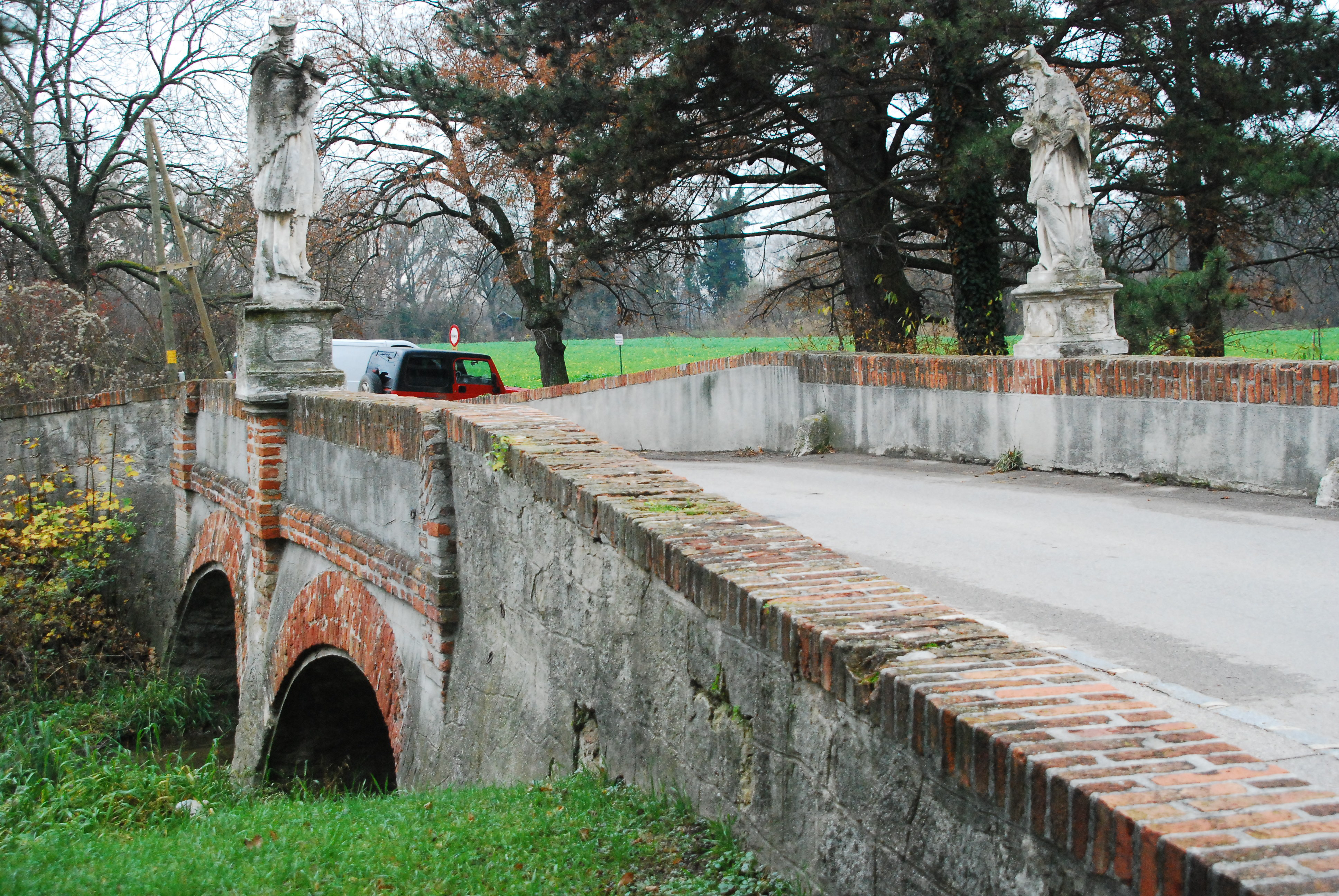
A Nepomuk-híd

Achau a tartomány Industrieviertel régiójában fekszik, a Bécsi-medence északnyugati részén, a Triesting, Schwechat és Mödlingbach folyók találkozásánál, Bécstől délre. Területének 0,8%-a erdő, 83,2% áll mezőgazdasági művelés alatt. Az önkormányzathoz egyetlen település és katasztrális község tartozik. 
A környező önkormányzatok: délre Münchendorf, délnyugatra Laxenburg, nyugatra Biedermannsdorf, északnyugatra Hennersdorf, északra Leopoldsdorf, északkeletre Maria Lanzendorf, keletre Himberg.

## Története
Achaut egy 1170 előtt az admonti apátságnak küldött pápai oklevélben említik először. Birtokosai a Babenbergek vazallusai voltak. A középkor folyamán gyakran változtak urai, legalább hat családot ismerünk név szerint. 1447 és 1559 között a Haiden família idején jelentős fejlődésre került sor. 1484-ben Mátyás magyar király csapatai elfoglalták a várát; az épületet 1650 körül kastéllyá alakították át. 1732-ben Karl Leopold Friedrich von Moser vásárolta meg a birtokot; a kastély máig leszármazottai tulajdonában van. 
Az 1938-as Anschluss után a környező községek beolvasztásával létrehozták Nagy-Bécset; Achau is a főváros 24. kerületéhez került. Függetlenségét 1954-ben nyerte vissza. 

## Lakosság
Az achaui önkormányzat területén 2022 januárjában 1517 fő élt. A lakosságszám 1981 óta gyarapodó tendenciát mutat. 2020-ban az ittlakók 91,1%-a volt osztrák állampolgár; a külföldiek közül 1,9% a régi (2004 előtti), 3,8% az új EU-tagállamokból érkezett. 2,6% az egykori Jugoszlávia (Szlovénia és Horvátország nélkül) vagy Törökország, 0,6% egyéb országok polgára volt. 2001-ben a lakosok 74,4%-a római katolikusnak, 4,2% evangélikusnak, 1,2% ortodoxnak, 2,1% mohamedánnak, 15,8% pedig felekezeten kívülinek vallotta magát. ugyanekkor 8 magyar élt a községben; a legnagyobb nemzetiségi csoportot a németek (92,5%) mellett a törökök (1,8%) és a szerbek (1,5%) alkották.
A népesség változása:

| 2016 | 1 402 |
| 2018 | 1 415 |

## Látnivalók
- a Szt. Lőrinc-plébániatemplom
- az achaui kastély
- a 18. századi Nepomuk-híd, Nepomuki Szt. János két szobrával
- a laxenburgi kastélypark egy része Achauhoz tartozik

## Fordítás
- Ez a szócikk részben vagy egészben  az   Achau című német Wikipédia-szócikk ezen változatának fordításán alapul.  Az eredeti cikk szerkesztőit annak laptörténete sorolja fel. Ez a jelzés csupán a megfogalmazás eredetét és a szerzői jogokat jelzi, nem szolgál a cikkben szereplő információk forrásmegjelöléseként.